# آلن گارفیلد
آلن گارفیلد (به انگلیسی: Allen Garfield) با نام اصلی (به انگلیسی: Allen Goorwitz)؛ (زادهٔ ۲۲ نوامبر ۱۹۳۹ – درگذشته ۷ آوریل ۲۰۲۰) هنرپیشه اهل ایالات متحده آمریکا بود. 

## درگذشت
وی بر اثر ابتلا به بیماری کروناویروس ۲۰۱۹ درگذشت.

## گزیده فیلمشناسی
- سلام مامان! (۱۹۷۰)
- جغد و گربه ملوس (۱۹۷۰)
- فرار از خانه (۱۹۷۱)
- موزها (۱۹۷۱)
- گریه عمو! (۱۹۷۱)
- سازمان (۱۹۷۱)
- به من ایمان داشته باش (۱۹۷۱)
- نامزد (۱۹۷۲)
- فستیوال (۱۹۷۴)
- صفحه اول (۱۹۷۴)
- مکالمه (۱۹۷۴)
- نشویل (۱۹۷۵)
- مادر، کوزه‌ها و سرعت (۱۹۷۶)
- بدل‌کار (۱۹۸۰)
- یکی از قلب (۱۹۸۲)
- وضعیت چیزها (۱۹۸۲)
- تفاوت‌های غیرقابل مقایسه (۱۹۸۴)
- آموزگارها (۱۹۸۴)
- انجمن پنبه (۱۹۸۴)
- پلیس بورلی هیلز ۲ (۱۹۸۷)
- تولد بهترین دوستم (۱۹۸۷)
- دیک تریسی (۱۹۹۰)
- دعاهای خانوادگی (۱۹۹۳)
- سمت وحشی (۱۹۹۵)
- شیاطین (۱۹۹۶)
- دروازه نهم (۱۹۹۹)
- مجستیک (۲۰۰۱)